# Michael Gbinije
Michael Gbinije, né le 5 juin 1992, à Hartford, au Connecticut, est un joueur de basket-ball américano-nigérian. Il évolue aux postes de meneur et d'arrière.

## Palmarès
- Champion d'Afrique 2015